# Musée commémoratif de Nadežda et Rastko Petrović
Le musée commémoratif de Nadežda et Rastko Petrović (en serbe cyrillique : Меморијални музеј Надежде и Растка Петровића ; en serbe latin : Memorijalni muzej Nadežde i Rastka Petrovića) est situé à Belgrade, la capitale de la Serbie, dans la partie urbaine de la municipalité de Palilula. Installé dans une maison résidentielle construite entre 1928 et 1935, il est inscrit sur la liste des biens culturels de la Ville de Belgrade. Le musée a ouvert ses portes en 1975.

## Bâtiment
Le musée, situé 25 rue Ljubomira Stojanovića, est installé dans la maison familiale de Ljubica Luković, la sœur de Nadežda et de Rastko Petrović ; elle a été construite entre 1928 et 1935 et est caractéristique du quartier belgradois de la « Profesorska kolonija », la « colonie des professeurs.

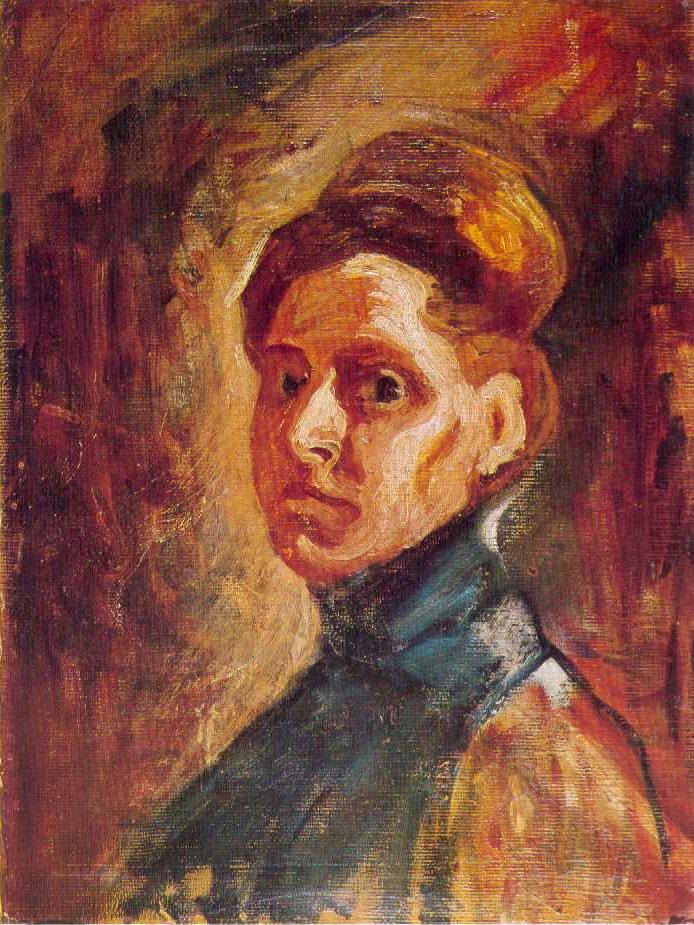
Nadežda Petrović, Autoportrait, 1907

## Collection
Le musée comprend la riche collection de la famille Petrović, avec des documents liés à la vie et à l'œuvre de Mita Petrović (1852-1911), écrivain, Nadežda Petrović (1873-1915), peintre, et Rastko Petrović (1878-1949), écrivain et peintre, le tout rassemblé par Ljubica Luković et légué au Musée national de Belgrade en 1967, à la condition de constituer un musée commémoratif ; ce musée a ouvert ses portes en 1975,.
Le musée conserve des souvenirs de la famille, correspondance privée, photographies et objets personnels, dont des enregistrements sur gramophone et des films de voyages ; la collection abrite ainsi des documents ethnographiques rapporté d'Amérique, d'Afrique et d'Océanie. On peut y voir une trentaine d'œuvres de Nadežda Petrović et quelques dessins, gravures ou peintures de Picasso, Modigliani, Cocteau, Kisling, Rouault, Rodin ou Ernst,.